# 丹澤大山國定公園
丹澤大山國定公園（日语：／ Tanzawa-Ōyama Kokutei Kōen），是位在日本神奈川縣的國定公園。1965年3月25日指定。

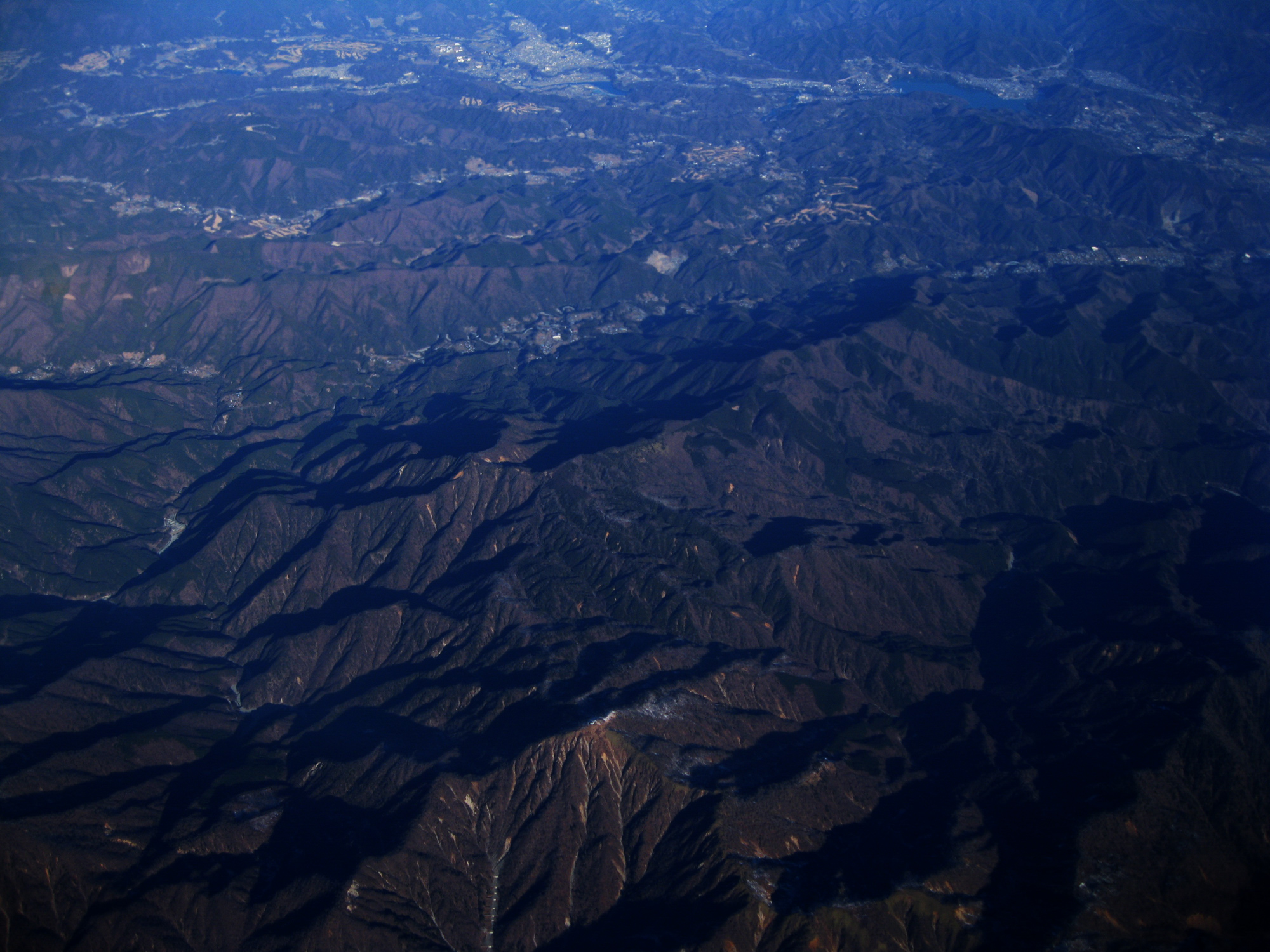
丹澤山地

## 經緯
- 1960年5月 - 神奈川縣西北部面積38,726ha被指定為神奈川縣立丹澤大山自然公園。
- 1965年3月 - 縣立丹澤大山自然公園之中心部、面積27,572ha被指定為丹澤大山國定公園。

## 地理

### 山
- 蛭岳 (1,673m) - 神奈川縣最高峰
- 不動之峰（日语：不動ノ峰） (1,614m)
- 鬼岩之頭（日语：鬼ヶ岩ノ頭） (1,608m)
- 檜洞丸（日语：檜洞丸） (1,601m)
- 棚澤之頭（日语：棚沢ノ頭） (1,590m)
- 大室山（日语：大室山 (丹沢)） (1,588m)
- 丹澤山（日语：丹沢山） (1,567m)
- 塔之岳（日语：塔ノ岳） (1,491m)
- 同角之頭（日语：同角ノ頭） (1,491m)
- 臼岳（日语：臼ヶ岳 (神奈川県)） (1,460m)
- 丹澤三峰（日语：丹沢三峰）
  - 東峰（本間之頭）（日语：本間ノ頭） (1,345m)
  - 中峰（圓山木之頭）（日语：円山木ノ頭） (1,360m)
  - 西峰（太禮之頭）（日语：太礼ノ頭） (1,352m)
- 鍋割山（日语：鍋割山 (神奈川県)） (1,273m)
- 大山 (1,252m)
- 三之塔（日语：三ノ塔） (1,205m)
- 二之塔（日语：二ノ塔） (1,144m)
- 燒山（日语：焼山 (丹沢)） (1,060m)

### 河川
- 中津川（日语：中津川 (相模川水系)）
  - 早戶川
  - 唐澤川（日语：唐沢川 (厚木市・清川村)）
  - 鹽水川（日语：塩水川）
  - 本谷川（日语：本谷川 (神奈川県)）
  - 布川
- 河內川
  - 玄倉川（日语：玄倉川）（湧津溪谷（日语：ユーシン渓谷））
  - 中川川（日语：中川川）
  - 世附川
- 道志川（日语：道志川）
  - 神之川（日语：神ノ川）

### 湖（水壩湖）
- 宮瀨湖（日语：宮ヶ瀬湖）（宮瀨水壩（日语：宮ヶ瀬ダム））
- 丹澤湖（日语：丹沢湖）（三保水壩（日语：三保ダム））

### 瀑布
- 早戶大瀑布（日语：早戸大滝）
- 本棚
- 下棚
- 遺言棚

## 關連市町村
- 神奈川縣 - 秦野市、厚木市、伊勢原市、松田町、山北町、相模原市、清川村

## 圖片

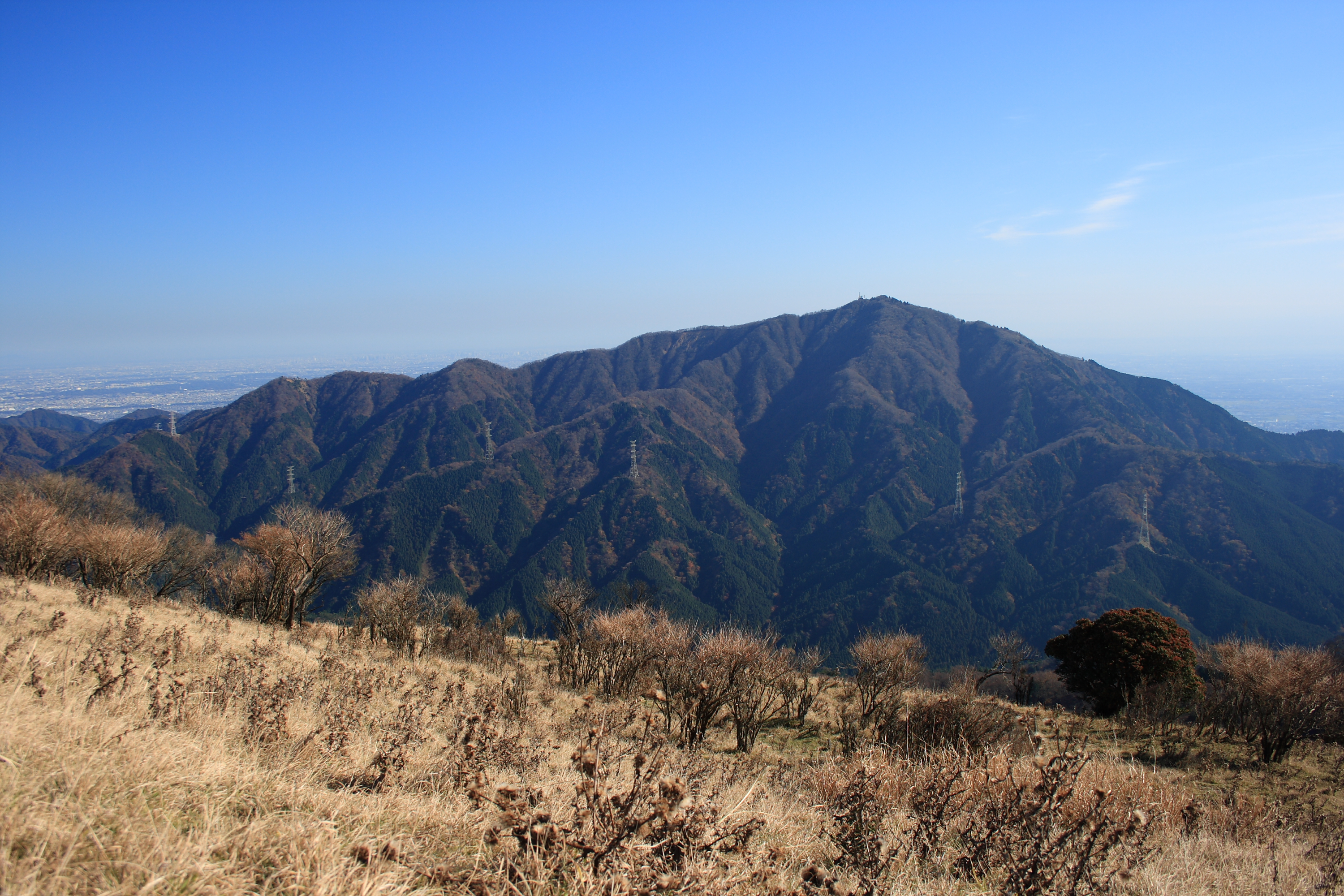
大山
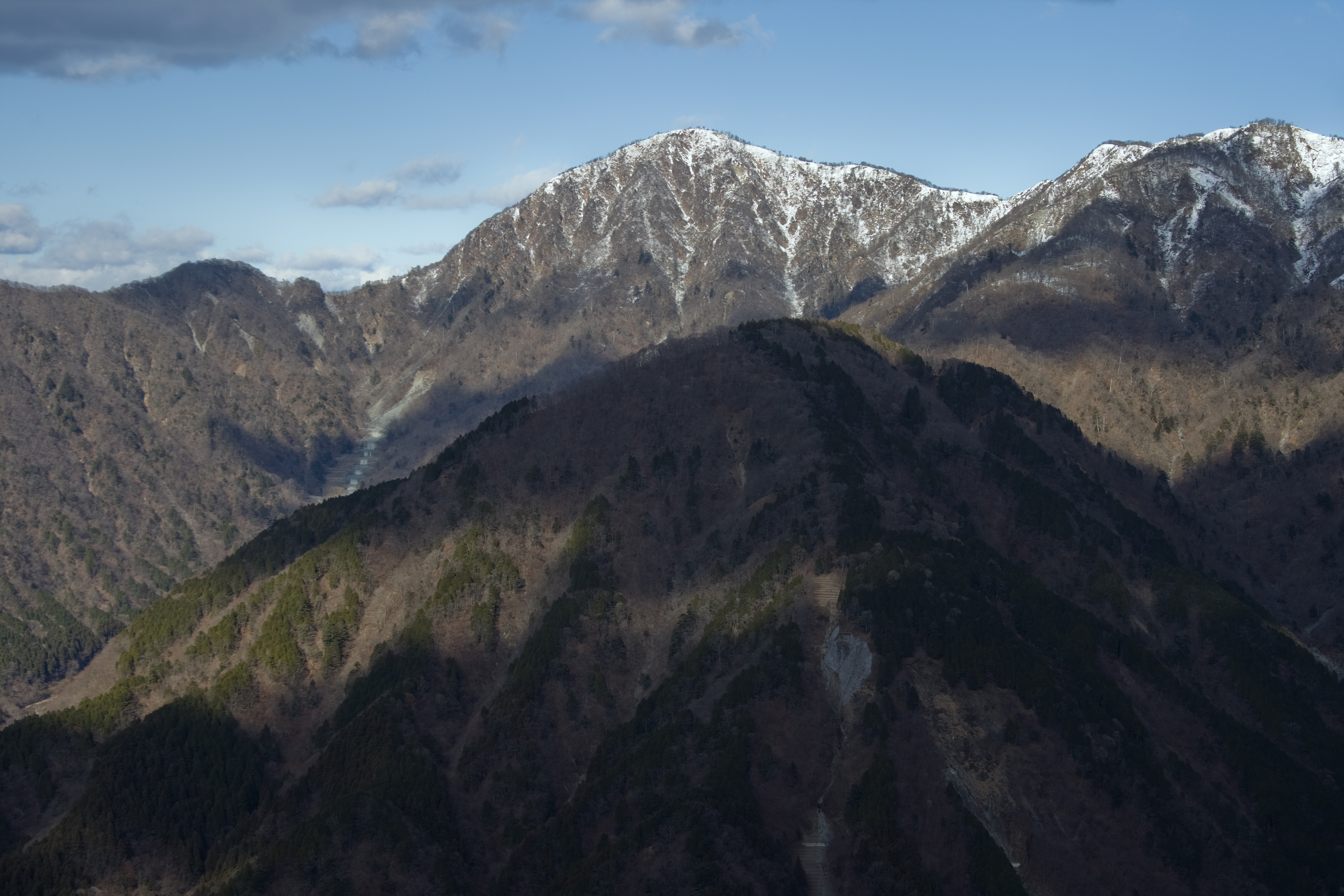
蛭岳
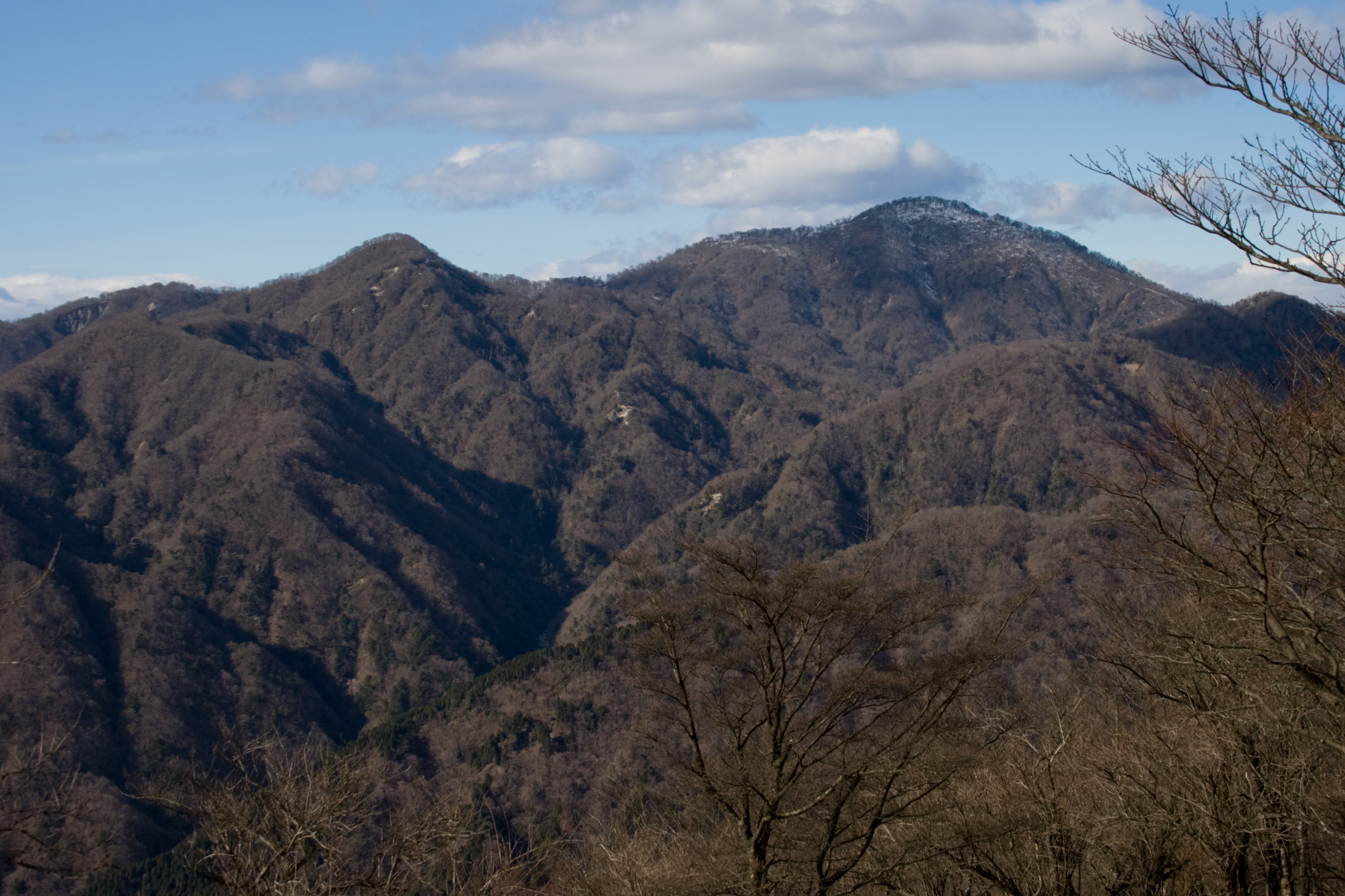
檜洞丸（日语：檜洞丸）
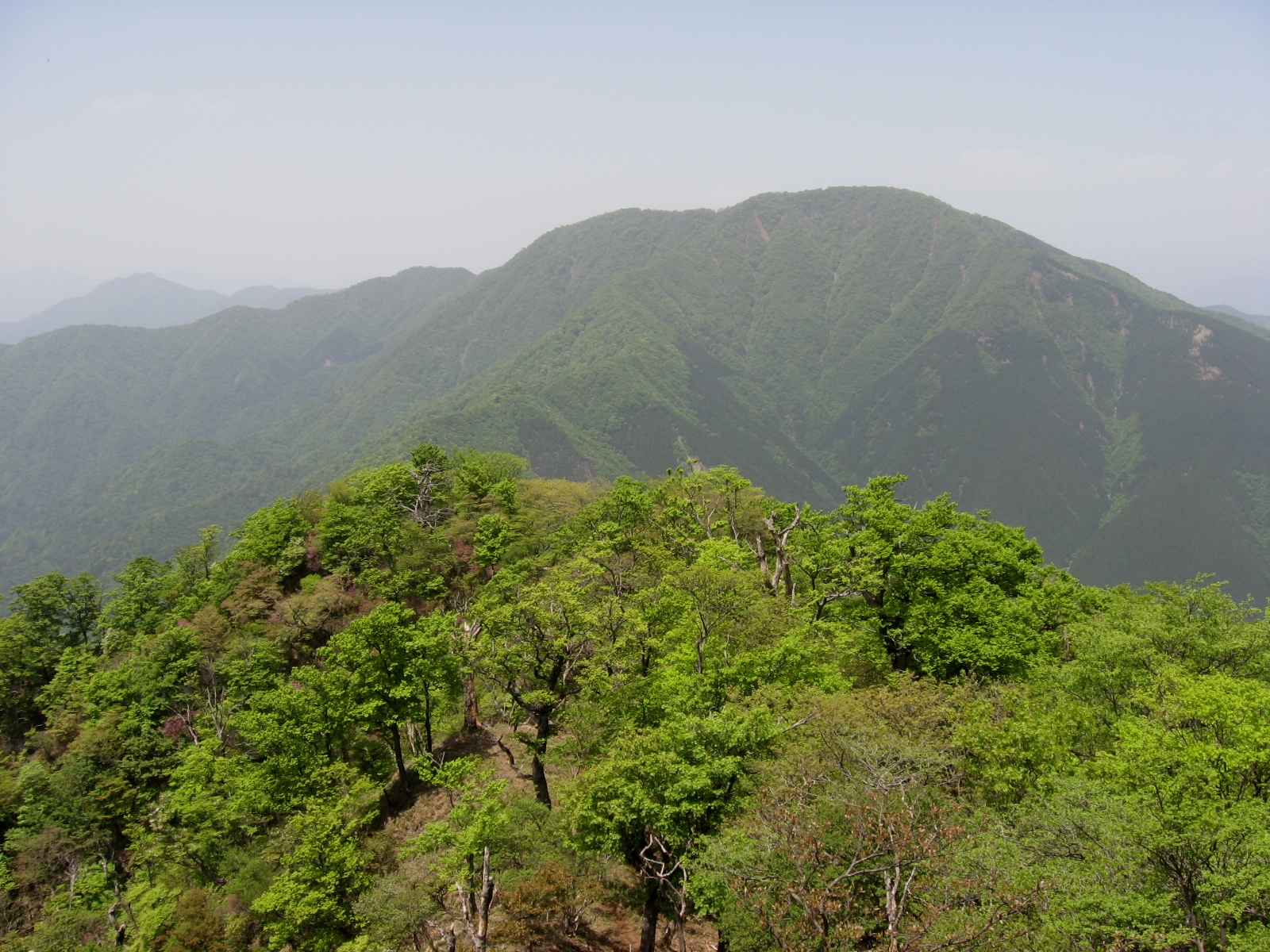
大室山（日语：大室山 (丹沢)）
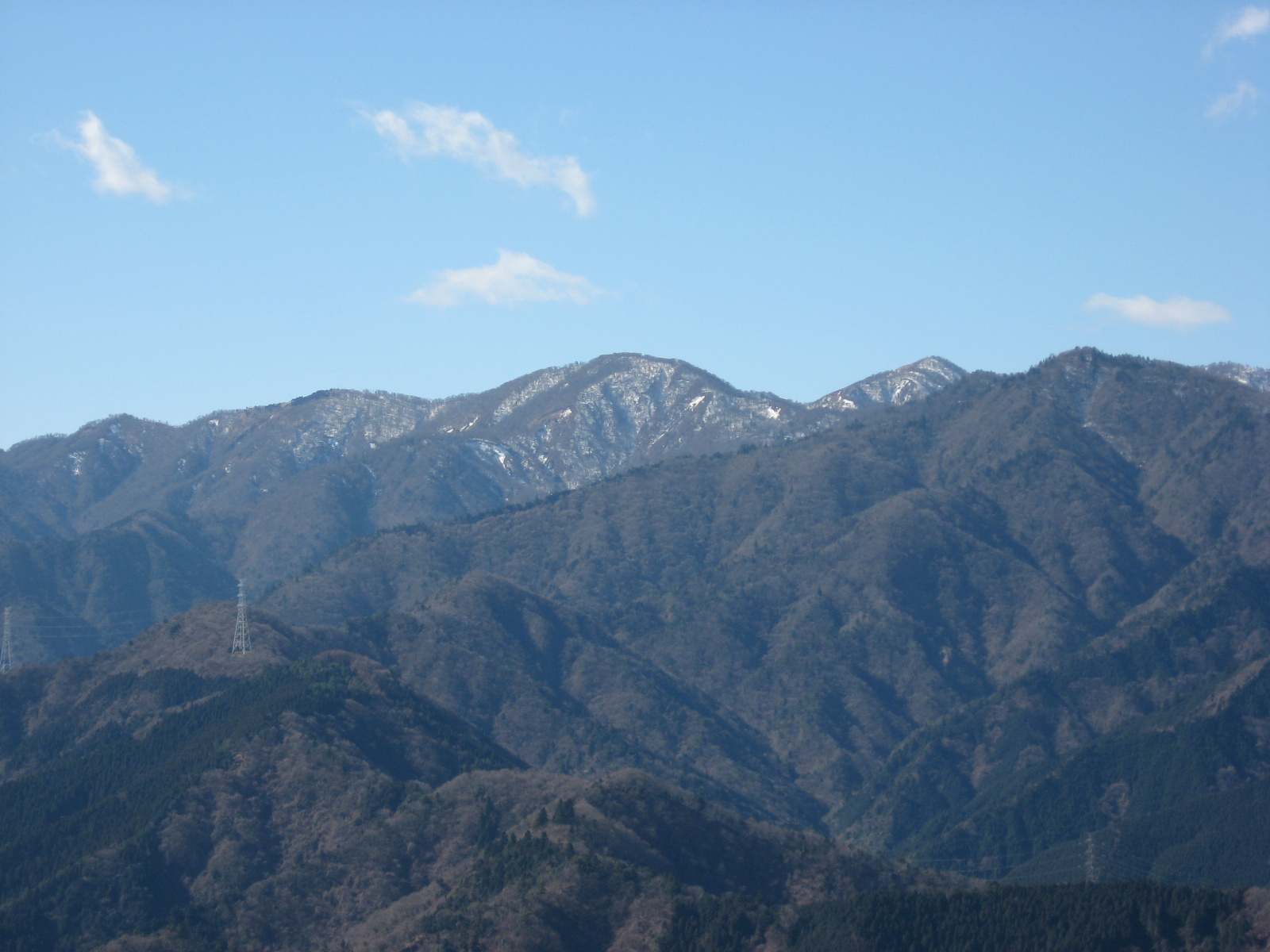
丹澤山（日语：丹沢山）
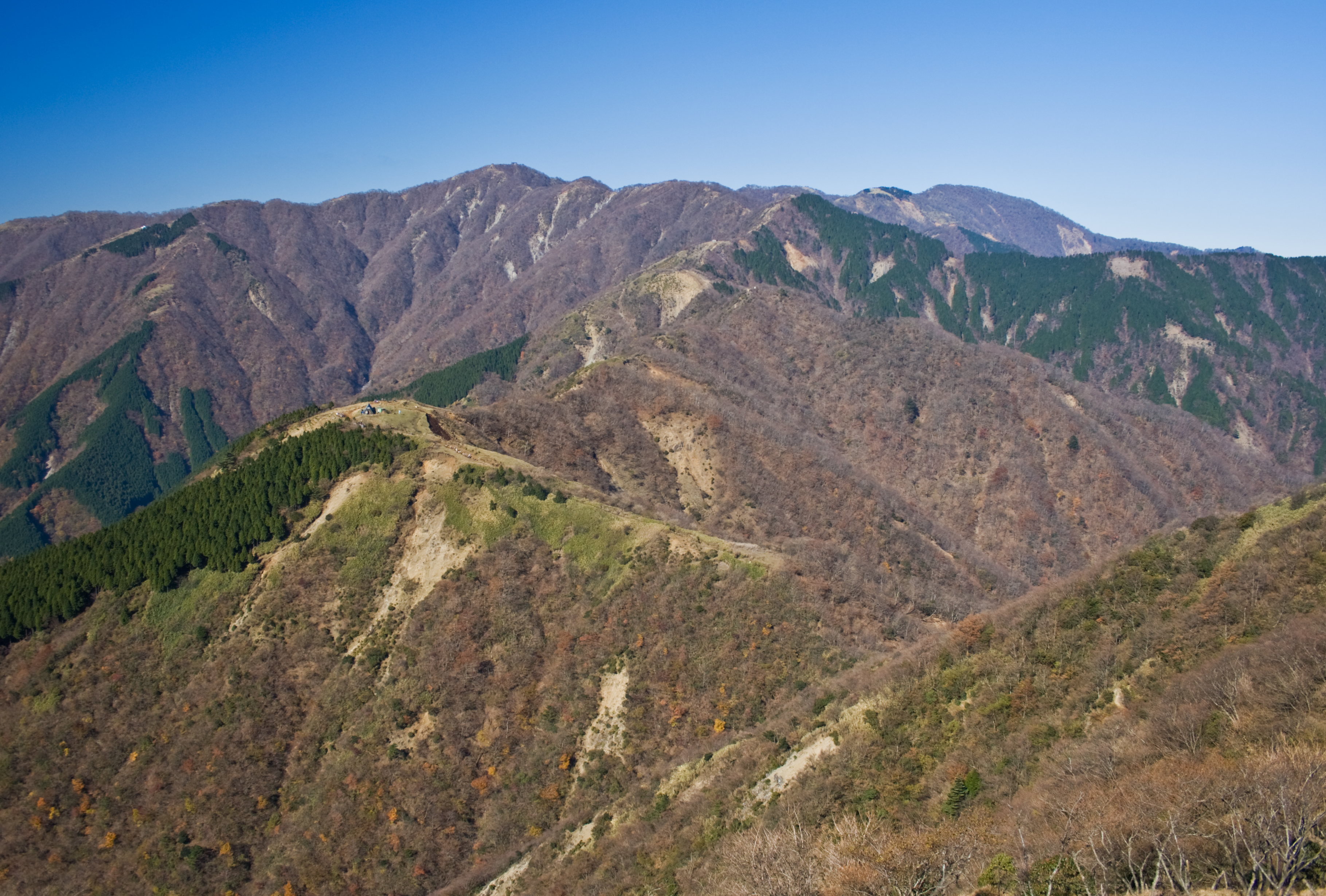
塔之岳（日语：塔ノ岳）
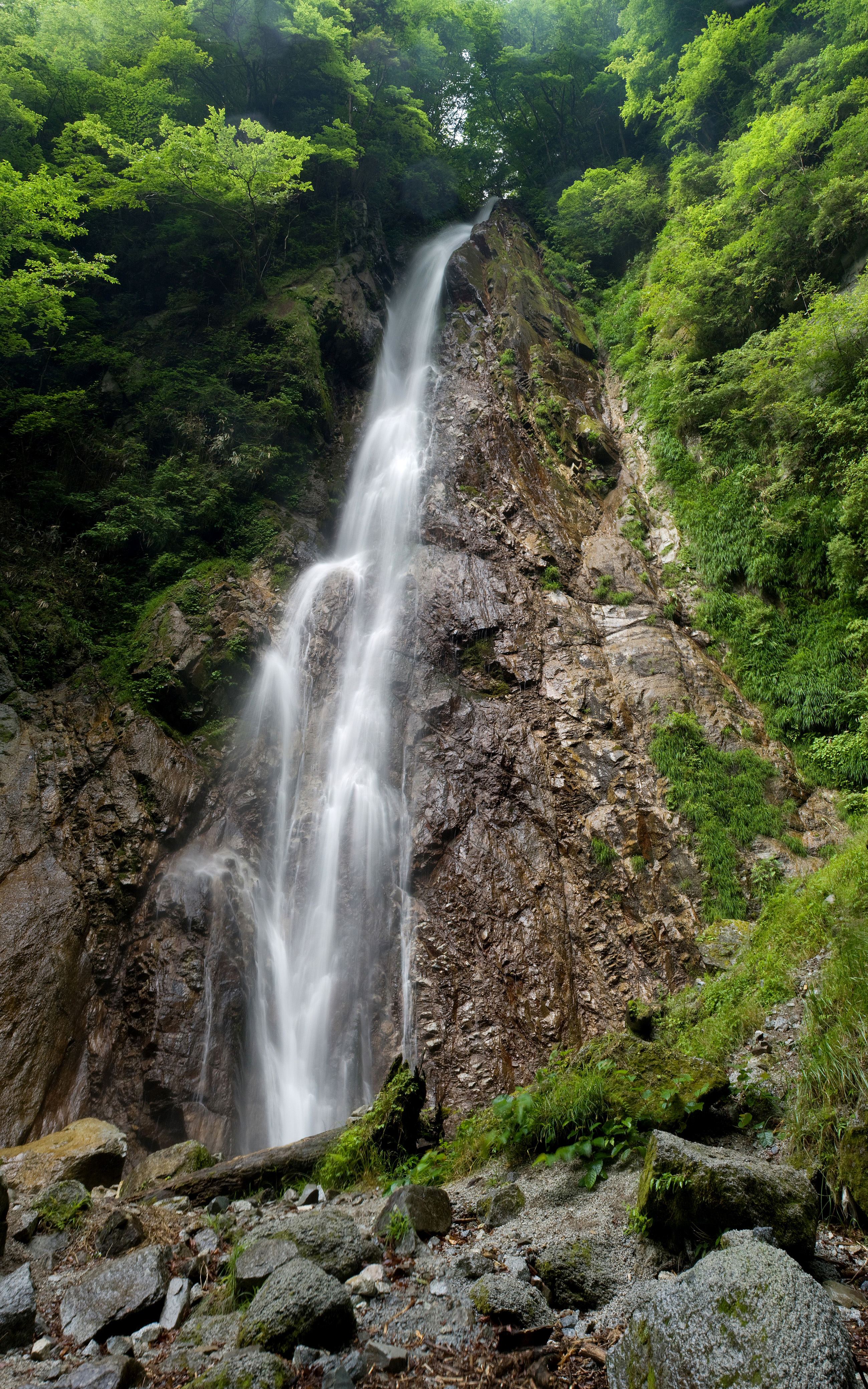
本棚

## 關連項目
- 丹澤山地